# George Felpel House

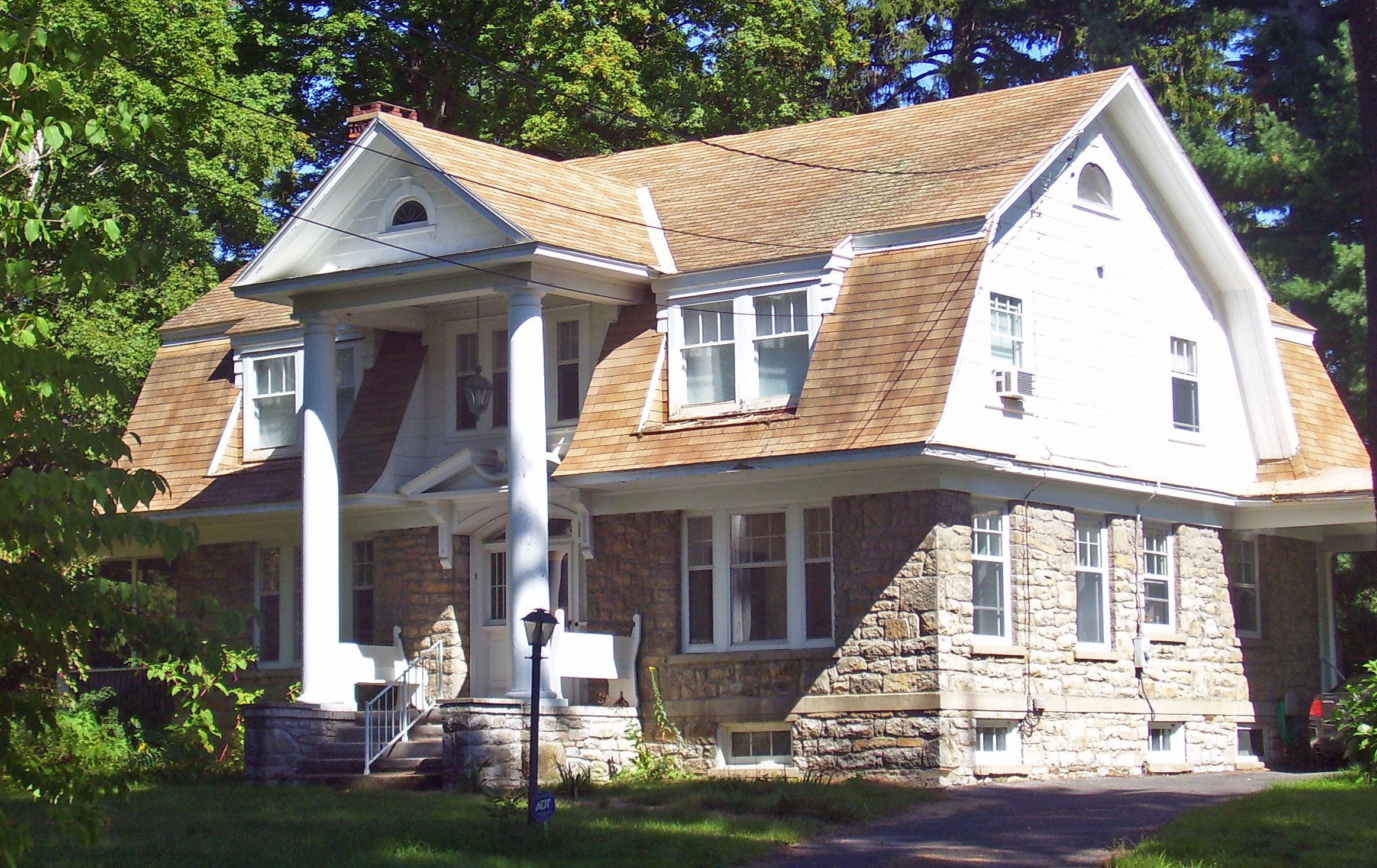
Westansicht und Südprofil, 2008

Das George Felpel House ist ein Wohngebäude an der New York State Route 9H in Claverack, New York in den Vereinigten Staaten. Das aus Stein erbaute Haus entstand in den 1920er Jahren. Die verwendeten Steine sind Überbleibsel des Claverack College, das von 1779 bis 1902 auf dem Anwesen bestand. Es wurde von dem ortsansässigen Architekten Henry Mouls im Stil des Colonial Revival entworfen, unter Berücksichtigung einiger Gesichtspunkte der regionalen Kolonialarchitektur. Das Bauwerk wurde 1997 in das National Register of Historic Places aufgenommen.

## Anwesen
Das Haus steht auf einem 4,5 Hektar großen Grundstück an der Ostseite der Route 9H, direkt südlich der Reformed Dutch Church of Claverack, etwas von der Straße zurückversetzt an dem Ende des nördlichen Zweiges einer Y-förmigen nichtbefestigten Zufahrt. An dem anderen Ast steht eine Garage, das andere beitragende Bauwerk auf dem Grundstück. Auf dem Gelände stehen etliche hochgewachsene Bäume, die Schatten und Sichtschutz gewähren. Der hintere Teil des Grundstücks fällt sanft zu einem Teich ab, der einst Teil des College-Campus war. Die umgebende Nachbarschaft besteht aus anderen älteren Häusern auf großen Grundstücken.
Das Gebäude selbst ist ein zweistöckiges Bauwerk mit drei Jochen, dessen Dach aus einem Gambreldach mit Schindeln aus Dachpappe besteht. Die Fassaden des Hauses bestehen aus rohen örtlich gehauenen Steinen, mit Ausnahme der Giebelseiten, die mit Schindeln aus Asbest verkleidet sind. Eine porte cochère ragt vom südlichen Eingang hervor, an der Hinterseite nach Osten ist ein Seitenflügel mit Gambreldach angebaut. Eine verglaste Veranda befindet sich am nördlichen Ende.
In der Mitte der Vorderseite, der westlichen Fassade, sitzt ein Portikus, der den Haupteingang überdeckt. Sein Giebeldreieck ruht auf zwei Stockwerke hohen dorischen Säulen. Ein übergroßes Giebeldach, das von Kragsteinen gestützt wird, beschirmt den Haupteingang. Im zweiten Stock liegt über dem Haupteingang ein Dreifachfenster.
Der Haupteingang besteht aus einer Klöntür mit einem Kämpferfenster. Er führt zu der großen zentralen Halle mit einem auffallenden Treppenhaus. Die Spindelpfosten und das Treppengeländer reflektieren die Arts and Crafts Movement; alle anderen Holzarbeiten im Haus sind im Colonial Revival ausgeführt.
Nördlich der zentralen Halle liegt ein großes Wohnzimmer. Der offene Kamin hat eine hölzerne Kamineinfassung im Federal Style und wird von zwei Fenstertüren flankiert, die zu der verglasten Veranda führen. Auf der anderen Seite der Halle sind das Esszimmer und ein weiterer Raum untergebracht. Sie verfügen über dem Wohnzimmer ähnliche Fenster. Im Küchenflügel nach Süden hin ist die Möblierung original. Die Räume im Obergeschoss sind ähnlich eingeteilt wie die Räume im Erdgeschoss.
Die Garage hat ein Satteldach und die Wände sind mit Dielen verkleidet. Sie wurde nach Osten hin verlängert, um längere Fahrzeuge darin unterbringen zu können. Außerdem existiert auf dem Grundstück ein moderner Schuppen und ein modernes brunnenhausähnliches Bauwerk, das eine Zisterne bedeckt, die auf der rückwärtigen Wiese besteht und von dem früheren College genutzt wurde. Einige Bauteile der ursprünglichen Wasserversorgungsleitungen wurden in der Nähe des Hauses gefunden.

## Geschichte
Das Claverack College, das auch unter den Namen Washington Seminary und Hudson River Institute bekannt war, wurde von John Gabriel Gebhard, einem Pastor der Reformed Church, während des Amerikanischen Unabhängigkeitskrieges gegründet. Es befand sich bis zu seiner Schließung im Jahr 1902 auf dem Anwesen und einem angrenzenden Grundstück. Während seines Bestehens wurden hier unter anderen Martin Van Buren, Margaret Sanger und Stephen Crane ausgebildet. Die Gebäude des Colleges wurden kurz nach der Schließung dem Erdboden gleichgemacht.
Einige der Steine blieben an Ort und Stelle, und als George Felpel, ein erfolgreicher Farmer aus dem in der Nähe liegenden Ort Ghent, eine Hälfte des früheren Campus ankaufte, wollte er diese Steine ausnutzen. Er beauftragte Henry Moul, einen Architekten aus Gloversville, der aus Hudson dorthin gezogen war, ein steinernes Haus in dem damals neuen Baustil des Colonial Revival zu bauen.
Mouls Entwurf ging äußerst behutsam mit den architektonischen Traditionen der Kolonialzeit um. Er verwendet viele Merkmale vom Bauwerken des Colonial Revivals, etwa Kolonnade, Giebeldreieck, ornamentierter Eingang und die zentrale Halle, nutzt aber auch die besonderen regionalen Eigenheiten der Architektur. Die in vielen frühen Bauwerken aus der Zeit der niederländischen Kolonisation im Hudson Valley üblichen Innentreppen mit den zwei Podesten sind nur selten erhalten. Die Verwendung des Gambreldachs ist ein Merkmal englischer Architektur, die später von den Niederländern kopiert wurde. Außerdem baute er die steinerne Bänke ein, die die Treppenstufen am Eingang flankieren, ähnlich denen, die auf alten Darstellungen der Straßen in Albany sichtbar sind.
Das Haus dient auch heute noch zu Wohnzwecken. Es wurde nicht wesentlich verändert.